# فرنسيس كزافييه فورد
فرنسيس كزافييه فورد (بالإنجليزية: Francis Xavier Ford)‏ هو كاهن كاثوليكي أمريكي، ولد في 11 يناير 1892 في بروكلين في الولايات المتحدة، وتوفي في 21 فبراير 1952 في غوانزو في الصين.

## وصلات خارجية
- فرنسيس كزافييه فورد على موقع الموسوعة البريطانية (الإنجليزية)